# Studio Muzyki Elektroakustycznej Akademii Muzycznej w Krakowie

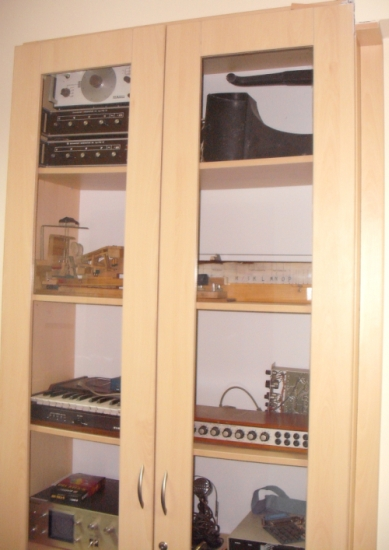
Gablota w Studiu zawierająca używane dawniej urządzenia

Studio Muzyki Elektroakustycznej Akademii Muzycznej w Krakowie zostało założone w 1973 przez Józefa Patkowskiego, stając się drugim – po Studiu Eksperymentalnym Polskiego Radia w Warszawie – centrum muzyki elektronicznej w Polsce. Służyło studentom krakowskiej uczelni oraz kompozytorom piszącym muzykę filmową, teatralną, radiową i telewizyjną.
W 1989 roku amerykańska Fundacja Fulbrighta rozpoczęła program wspierający Akademię Muzyczną poprzez zainstalowanie systemu komputerowego opartego na komputerze Macintosh. Fundatorami dodatkowego wyposażenia byli m.in. dr Richard Boulanger, Berklee College of Music i Stendal Foundation. W roku 2001 powstało także Studio Multimediów, które podczas rozwoju połączono z dwoma studiami komputerowymi lokalną siecią komputerową. W czerwcu 2004 Studio było inicjatorem powstania Polskiego Stowarzyszenia Muzyki Elektroakustycznej, polskiej sekcji Międzynarodowej Konfederacji Muzyki Elektroakustycznej w Bourges.
Od 2000 roku kierownikiem Studia jest Marek Chołoniewski, który zastąpił na tym stanowisku Józefa Patkowskiego. W tym też roku, podczas przenosin Akademii do nowego gmachu, studio zostało umiejscowione w antresoli pomiędzy parterem a pierwszym piętrem budynku od strony ulicy Św. Tomasza.

## Polacy związani ze Studiem
Mateusz Bień, Marek Chołoniewski, Marcel Chyrzyński, Magdalena Długosz, Anna Dudzińska, Bartłomiej Gliniak, Piotr Hałasa, Krzysztof Knittel, Włodzimierz Kotoński, Hanna Kulenty, Anna Maciejasz-Kamińska, Józef Patkowski, Kazimierz Pyzik, Józef Rychlik, Bogusław Schaeffer, Joanna Stępalska, Anna Szwajgier, Paweł Szymański, Ewa Trębacz, Joanna Wnuk-Nazar, Anna Zawadzka-Gołosz, Barbara Zawadzka i Lidia Zielińska.